# Imzirren
Imzirren of Imzilen (Berbers: ⵉⵎⵣⵉⵔⵏ) is een dorp gelegen in het Rifgebergte, in het noordoosten van Marokko. Het dorp ligt in het stamgebied van de Ait Tourich. 
Imzirren ligt ten oosten van Al Hoceima en ten westen van Nador in de gelijknamige provincie, grenzend aan Temsamane, Driouch, Dar el Kebdani en Tafersite. Imziren is een klein stadje naast Ben Tayeb. Imzirren is gelegen in het Rifgebergte.